# Pralki Polar
Pralki marki „Polar” – modele pralek produkowane przez Zakłady Zmechanizowanego Sprzętu Domowego „Polar” we Wrocławiu pod marką „Polar”.
Nazwy modeli nadawane były według poniższego schematu:
(seria)-XXYY
gdzie
XX – liczba obrotów na minutę na odwirowaniu/100
YY – wysokość pralki w centymetrach  
Są jednak wyjątki od tej reguły np:
- pralki serii „PS”,
- pralki serii „P”, gdzie w pralko-suszarkach serii P dodawano literę „S” po oznaczeniu cyfrowym, a w pralkach produkowanych z krajowych części litery „A”, „B” i „E”,
- pralki zasilane dodatkowo ciepłą wodą posiadały literę „C”, po oznaczeniu cyfrowym (wyjątek Westa-85).

Taki system nazywania (z drobnymi zmianami) kolejnych typów pralek przez firmę Polar przetrwał do momentu wykupienia większości jej akcji przez Whirlpool w 2002 roku. 

## Pralki ładowane od frontu

### Polar PS 663 Bio
Model pierwszych automatycznych pralek bębnowych produkcji polskiej.

### Polar Westa-85
Drugi model pralki automatycznej ładowanej od frontu wyprodukowanej przez Zakłady Zmechanizowanego Sprzętu Domowego Predom-Polar w latach osiemdziesiątych, a zarazem pierwszy posiadający moduł elektroniczny. Pralka posiadała dwa pokrętła: programatora i termostatu. Włączanie pralki odbywało się przez wciśnięcie przycisku na panelu sterowniczym. Dozownik proszku umieszczony był w górnej pokrywie urządzenia, tak jak w przypadku pralki PS 663 BIO. Dodatkowo pralka posiadała dwa klawisze funkcji specjalnych: pranie z zastosowaniem ciepłej wody oraz tryb oszczędnościowy. Zbiornik pralki zawieszony był na 4 sprężynach i 2 amortyzatorach hydraulicznych. W pralce Westa-85 stosowano dwa modele układu elektronicznego sterowania temperaturą kąpieli piorącej i poborem wody EUS-01 oraz EUS-01A. Pralka posiadała programator typu 790A produkcji Predom-Termet. Budowa mechaniczna pralki Westa-85 jest zbliżona do pralki PS 663 BIO.

#### Dane techniczne
- zużycie wody podczas jednego napełnienia bębna – 13/23 l,
- zużycie wody podczas całego cyklu prania – 90 l.

Pozostałe dane jak dla PS 663 BIO.

#### Opis programów
Programator realizował 2 programy prania.
Cykl programów normalnych, na które składał się: pranie wstępne z biofazą, pranie zasadnicze, pięciokrotne płukanie, odwirowanie końcowe.
Cykl programów specjalnych, na które składa się: pranie wstępne, pranie zasadnicze, program prania wełny, trzykrotne płukanie, stop z wodą i odpompowanie. 

### PDE 385 Luna, PDA 385 Luna, PDF 385 Luna
Seria pralek automatycznych, ładowanych od frontu. Pierwszy raz pojawiła się w latach 80. XX wieku i była produkowana w latach 1986–1992, zastępując pralkę PS 663 Bio.

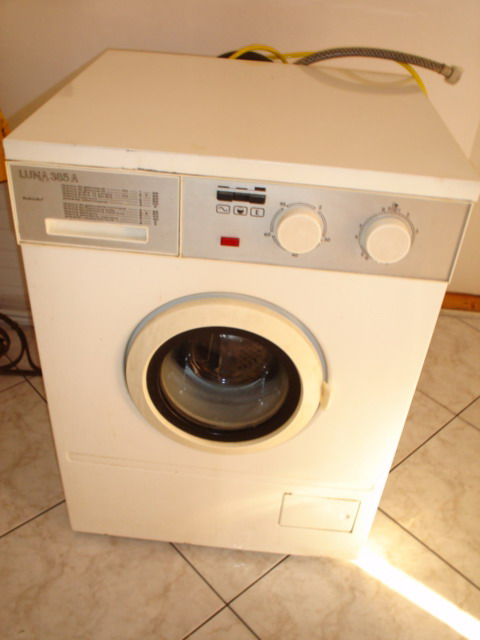
Polar PDA Luna 385A z 1986 r. – kolejna polska pralka posiadająca układ elektroniczny

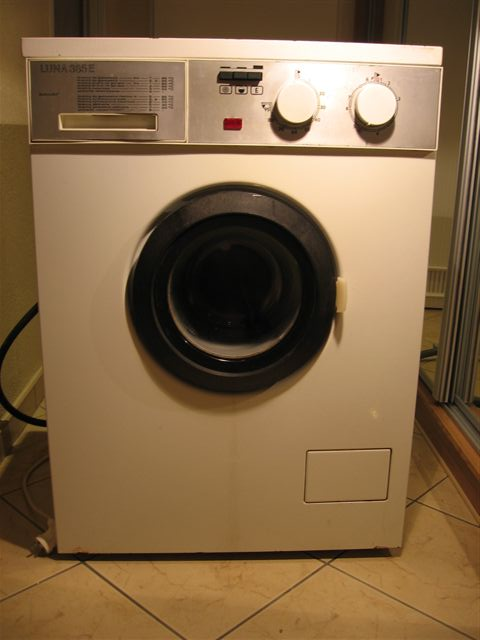
Polar Luna 385E z 1988 r.

#### Dane techniczne
- wysokość – 850 mm,
- szerokość – 600 mm,
- głębokość – 590 mm,
- pojemność bębna – 5 kg,
- moc grzejnika – 1200/800 W,
- liczba obrotów na minutę podczas wirowania – 380,
- zużycie wody podczas jednego napełnienia bębna – 15 l,
- zużycie wody podczas całego cyklu prania – 90 l,
- masa pralki bez opakowania – 79 kg,
- masa pralki z opakowaniem – 96 kg.

#### Zmiany konstrukcyjne
W stosunku do PS 663 Bio wprowadzono zmiany:
- całkiem nowa obudowa pralki,
- hydrostat dwupoziomowy oraz przełącznik 1/2,
- termostat z regulacją płynną w zakresie 20°C – 95°C umożliwiający dobór dowolnej temperatury prania, w modelu PDE 385 i PDF 385,
- termostat elektroniczny z wyborem jednej z 4 temperatur prania, w modelu PDA 385 A,
- grzałka podzielona na 2 części o mocy 1200 W i 800 W, z możliwością wyłączenia tej drugiej, (rozwiązanie stosowane też w PS 389 Ekonomik),
- trzecia przegródka dozownika na środki uszlachetniające tkaniny, a sam dozownik wykonany jako wysuwana szuflada,
- włącznik pralki jako przycisk, w modelu PDA 385 A (pralka ta nie posiadała przycisku wyłącznika wirówki),
- blokada drzwi, w modelu PDF 385.

#### Opis programów
Pralki te wykonywały cykl prania tak jak pralka Westa-85.

### PDG385 Aretuza, PDG 585 Gracja, PDG 585C Gracja, PDG 885 Iris
Seria automatycznych pralek bębnowych, produkcji firmy Polar, produkowanych od 1992 do 1997 roku.

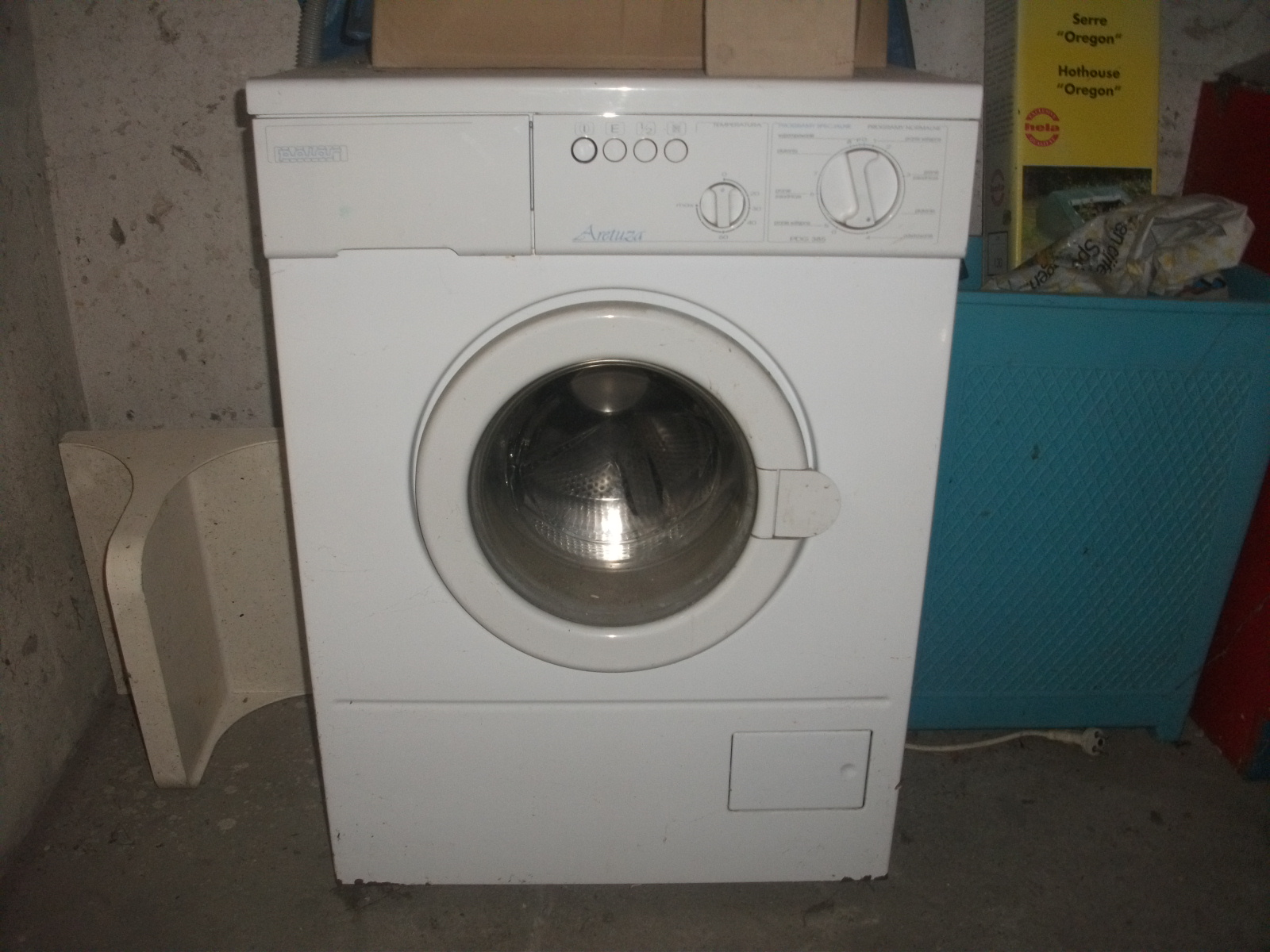
Polar PDG 385 z 1992 r. „Aretuza”

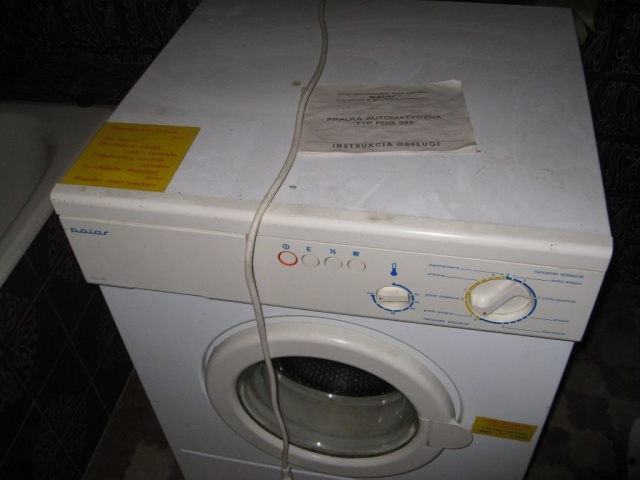
Polar PDG 385 z 1992 r. (starsza wersja)

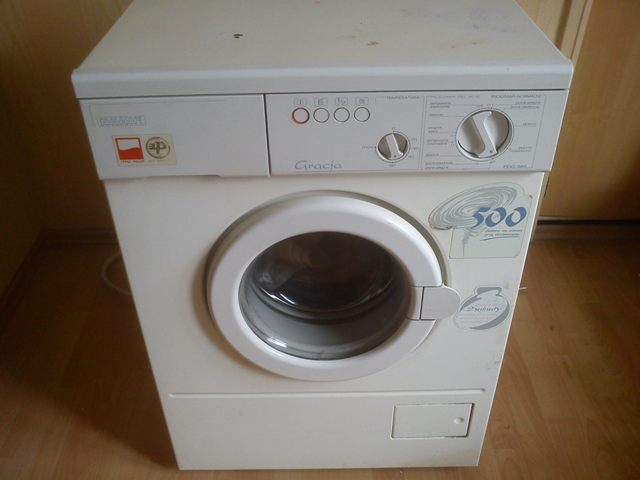
Polar PDG 585 Gracja z 1995 r. – niezbyt udany model Polara

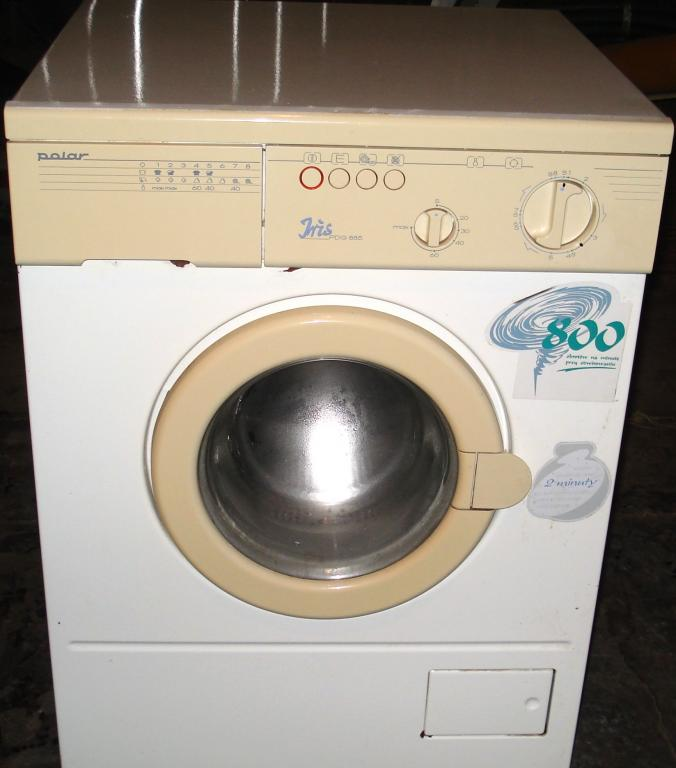
Polar PDG 885 Iris z 1996 r. – jedna z pierwszych polskich pralek wysokoobrotowych

#### Dane techniczne
- wysokość – 850 mm,
- szerokość – 600 mm,
- głębokość – 590 mm,
- pojemność bębna – 5 kg,
- moc grzejnika – 2000 W,
- liczba obrotów na minutę podczas odwirowania: 350 (potem 400) dla wersji 385, 500 dla wersji 585, 800 dla wersji 885,
- napięcie znamionowe – 220 V.

#### Zmiany konstrukcyjne
Pralki z serii PDG znacznie różniły się od dotychczas produkowanych przez Polar pralek automatycznych. Dokonano kilku zmian obudowy względem modeli PDE i wprowadzono większość nowych podzespołów dotychczas nie stosowanych w polskich pralkach. Pralka PDG 385 Aretuza była poprawioną estetycznie wersją pralki PDE 385. Pralki PDG 585 i 885 posiadały nowe typy programatorów, nową instalację i silnik główny, a pralka PDG 885 posiadała również moduł elektroniczny sterujący obrotami bębna. Pralka PDG 585C była pralką, którą można było podłączyć dodatkowo do ciepłej wody.

#### Opis programów
Pralka PDG 385 wykonywała cykl prania jak PDE 385.
Pralki PDG 585 i PDG 885 wykonywały trzy cykle prania.
- programy normalne, na które składało się pranie wstępne, pranie zasadnicze, czterokrotne płukanie z dwoma odwirowaniami pośrednimi i odwirowanie końcowe,
- programy specjalne, na które składało się pranie wstępne, pranie zasadnicze, trzykrotne płukanie, stop z wodą i odwirowanie,
- program „Wełna”, na który składało się pranie zasadnicze, trzykrotne płukanie, stop z wodą i odwirowanie.

### PDH 585 Dafne, PDH 585C Dafne, PDH 885 Dalia, PDH 885Z Dalia
Seria automatycznych pralek bębnowych, produkcji firmy Polar, produkowanych od 1996 do 2001 roku. 

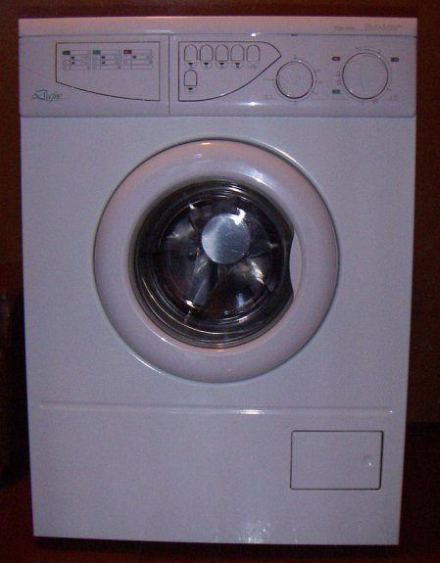
Polar PDH 585 Dafne z 1997 r.

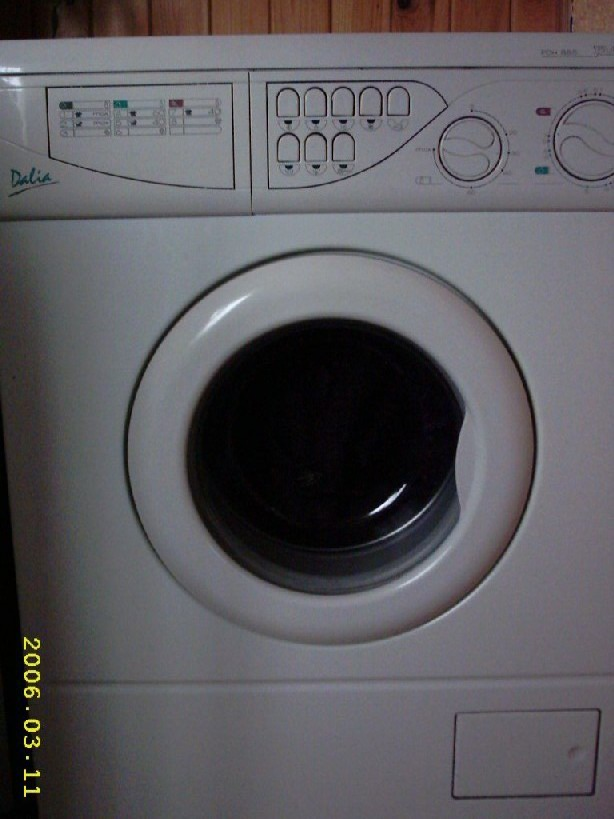
Polar PDH 885 Dalia z 1997 r. - kolejna polska pralka wysokoobrotowa

#### Dane techniczne
Dane techniczne takie jak dla serii PDG.

#### Zmiany konstrukcyjne
Pralki serii PDH od poprzedniej serii PDG znacznie różnił wygląd zewnętrzny. Panel przedni otrzymał opływowe kształty, zmieniono wygląd przycisków funkcji, zastosowano pokrętła, które posiadały specjalne przysłony, które uatrakcyjniały wygląd i zasłaniały kurz i brud zgromadzony wewnątrz pokręteł. Zmieniono ramkę drzwiczek załadowczych i elektryczną blokadę drzwi, dzięki temu możliwe było użycie otwieracza drzwi przyciskiem na panelu. Zastosowano bęben jak w poprzednich modelach serii PDG oraz programator jak w modelach poprzednich. Dodatkowo pralki posiadały funkcję „namaczanie”, których włączenie sygnalizowane było zapaleniem zielonej diody, a pralka PDH 885 funkcje automatycznego przejścia na odwirowanie. Pralka PDH 585 C była przystosowana do poboru ciepłej i zimnej wody z sieci.

#### Opis programów
Pralki te wykonywały cykl tak jak pralki serii PDG.

### PDS 585, PDS 885

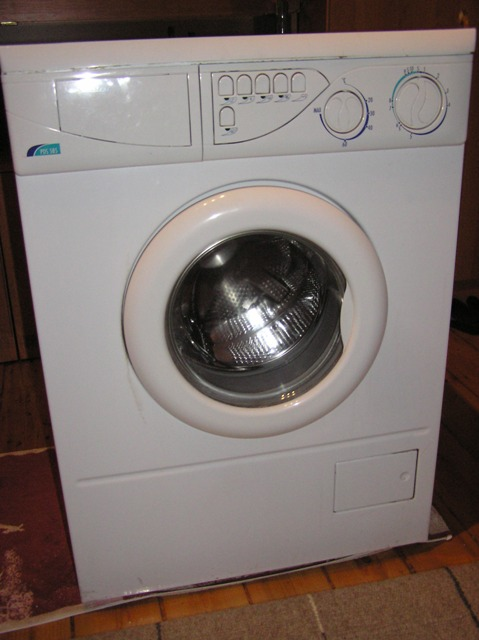
Polar PDS 585 z 1999 r.

Model automatycznych pralek bębnowych, produkcji firmy Polar, produkowany od 1997 do 2000 roku.

#### Dane techniczne
Dane techniczne takie jak dla serii PDH.

#### Zmiany konstrukcyjne
Względem serii PDH zmieniono typy programatorów, zamieniono funkcję namaczania na automatyczne przejście na odwirowanie w pralkach PDS 585. Pralki serii PDS miały silniki silnik główny produkcji firm MEZ Michalovce, Nuova Ibmei i IB-MEI.

#### Opis programów
Pralki te wykonywały dwa cykle prania.
- Programy normalne, na które składało się pranie wstępne, prania zasadnicze, czterokrotne płukanie z trzema odwirowaniami pośrednimi i odwirowania końcowego.
- Programy specjalne, na które składało się pranie zasadnicze, trzykrotne płukanie, stop z wodą i odwirowanie.

### PDT 485, PDT 585, PDC 585, PDT 685

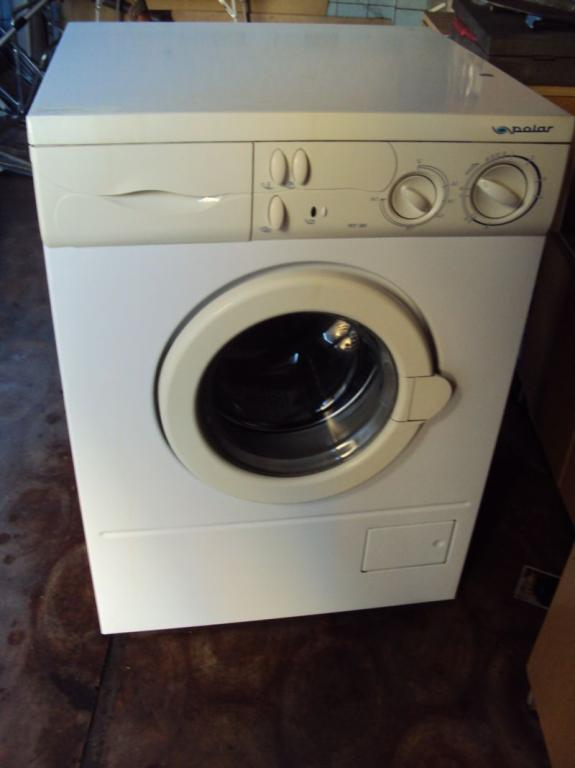
Polar PDT 585 z ok. 2000 r. – niezbyt udany model Polara

Seria automatycznych pralek bębnowych, produkcji firmy Polar, produkowany od 1999 do 2002 roku.
Seria pralek o zmienionym wyglądzie panelu przedniego, która jest modyfikacją serii PDS. Pralka PDC 585 nie różni się technicznie od pralki PDS 585. Pralka PDT 585 jest okrojoną, jeśli chodzi o funkcje dodatkowe, wersją pralki PDS 585.

## Pralki ładowane od góry

### Lata 1976–1990

#### P-565, P-585, P-865, P-885, P-1065, P-1085, P-865S, P-885S, P-565A Diana
Seria modeli pralek ładowanych od góry produkowany przez Zakłady Zmechanizowanego Sprzętu Domowego Predom-Polar w latach 1976–1978 na licencji Niemieckiej firmy Blomberg, głównie na eksport. Na rynek krajowy z całego typoszeregu trafiły P-565, P-885, P-1085 oraz P-865S.
Pralki z tego typoszeregu były sterowane przez dwa pokrętła: programatora i termostatu. Urządzenie uruchamiało się pokrętłem termostatu, które było sprzężone z włącznikiem głównym. Pralko-suszarki (oznaczane literą S za oznaczeniem cyfrowym) posiadały 3 pokrętła. Zespół piorący zamontowany był na samonośnej konstrukcji utrzymywanej przez specjalne amortyzatory. Ważnym elementem konstrukcyjnym tych pralek jest zbiornik wykonany ze stali nierdzewnej, co znacznie wpłynęło na wydłużenie czasu eksploatacji. W roku 1978 rozpoczęto produkcję pralki P-565A Diana-65, która zastąpiła na rynku krajowym pralkę P-565. Wszystkie podzespoły pralki Diana-65 były produkowane w kraju, w odróżnieniu od pralek licencyjnych, których części pochodziły z Niemiec. Z całego typoszeregu po 1980 roku na rynku krajowym dostępna była jedynie „Diana”. Produkcja innych modeli pozostała na bardzo niskim poziomie, jedynie na eksport. Dostarczanie pralek innych niż „Diana” na rynek krajowy zaniechano ze względu na konieczność sprowadzania drogich części i brak produkcji ich zamienników w Polsce. Ponadto zaniechano całkowicie produkcję pralko-suszarek, tłumacząc wysokim zużyciem energii elektrycznej przez te urządzenia. W latach 80 opracowano na konstrukcji pralki P-565A Diana prototypy: PK-1065 oraz PO-565. Pierwsza z nich posiadała komutatorowy silnik główny z płynną elektroniczną regulacją prędkości obrotowej w czasie odwirowania w zakresie 100–1000 obr./min. Pralka PO-565 posiadała trzecie pokrętło wyboru poziomu wody, które pozwalało zaoszczędzić wodę przy praniu małych ilości bielizny.

#### Dane techniczne
- wysokość – 650 mm,
- szerokość – 420 mm,
- głębokość – 590 mm,
- pojemność bębna – ok. 4 kg,
- moc grzałki – 2000 W,
- liczba obrotów na minutę podczas wirowania – 500 dla wersji 5XX, 800 dla wersji 8XX, 1000 dla wersji 10XX,
- zużycie wody podczas jednego napełnienia bębna – 12 l,
- zużycie wody podczas całego cyklu prania – 90 l,
- napięcie znamionowe – 220 V.

#### Opis programów
Programator realizował 2 programy prania. 
- Cykl programów normalnych, na które składał się: pranie wstępne z biofazą, pranie zasadnicze, płukanie wahadłowe, pięciokrotne płukanie, odwirowanie i cykl anty-zagnieceniowy.
- Cykl programów specjalnych, na które składał się: pranie wstępne, pranie zasadnicze, program prania wełny, płukanie wahadłowe, trzykrotne płukanie, STOP w wodzie i odpompowanie.

### Lata 1990–2000

#### P-565A Diana, P-565B Diana, P-565E Diana, P-565E Ariadna, PMG 565 Rosa, PMG 865 Kropla, PMS 865
Pralka P-565A Diana produkowana była z krajowych podzespołów do końca lat 80. i nie odróżniała się znacząco od swojego pierwowzoru P-565. Na początku lat 90. rozwinięto wizję pralki PO-565 i po dodaniu do niej programów ekonomicznych rozpoczęto produkcję pralki P-565E. W kolejnych latach wprowadzano modyfikacje polegające na zmianach w instalacji elektrycznej, które były ściśle związane z produkcją pralek ładowanych od frontu. Pojawiły się pralki małogabarytowe i ładowane od frontu, które posiadały identyczny przebieg programu oraz panele sterowania o podobnych wykończeniach. Elementy mechaniczne pralki nie zmieniły się znacznie w całym okresie jej produkcji. W pralkach małogabarytowych używane było kilka typów programatorów produkcji Predom Termet typ 790A oraz, w późniejszych modelach, typ P-124 i Elbi. W pralkach PMG 865 i PMS 865 zastosowano moduł elektroniczny sterowania obrotami bębna.
Produkcję pralek małogabarytowych zakończono w drugiej połowie lat 90.